# Escudo de Deltebre

Escudo oficial de Deltebre

El escudo oficial de Deltebre tiene el siguiente blasón: escudo embaldosado partido y semitruncado: 1r de sinople, un ramo de espigas de arroz de plata; 2n de plata, un puente de un arco de gules, y al tercero, de azur, dos gaviotas de plata cercando puestas en faja sobre un mar de cuatro fajas onduladas de plata y por timbre una corona mural de pueblo.

## Historia
Aprobado el 28 de septiembre de 1984, el escudo es de nueva creación, igual como el municipio (que comprende la parte norte o hemidelta izquierdo del delta del Ebro, territorio que se segregó de Tortosa el 20 de mayo de 1977). Se  ve una espiga de arroz, el principal recurso agrícola del delta; el puente recuerda el tradicional paso de barca sobre el río, y las gaviotas encima las olas hacen alusión al delta, es decir, a la desembocadura del ríe borde la costa. 